# Митчелл, Джордж Джон
Джордж Джон Митчелл (англ. George John Mitchell; род. 20 августа 1933, Уотервилл, штат Мэн, США) — американский политик, член демократической партии, специальный представитель США на Ближнем Востоке (с 22 января 2009 по 14 мая 2011 года). Сенатор США (1980—1995), лидер сенатского большинства (1989—1995). С марта 2004 года по январь 2007 года — председатель Совета директоров The Walt Disney Company (член совета — с 1995), в последующем — председатель совета международной юридической фирмы DLA Piper. Являлся канцлером Королевского университета в Белфасте (англ. the Queen's University of Belfast, Северная Ирландия). Награждён Президентской медалью Свободы (1999).

## Биография
Джордж Джон Митчелл (George John Mitchell) родился 20 августа 1933 года в Уотервилле, штат Мэн. Его отец, Джордж Джозеф Митчелл (George Joseph Mitchell, при рождении носил имя Джозеф Килрой, Joseph Kilroy), был сыном иммигрантов из Ирландии, но рано лишился родителей и был усыновлён семьёй выходцев из Ливана, работал дворником в колледже. Мать Митчелла, Мари Саад (Mary Saad), была ливанской иммигранткой, работала на текстильной фабрике в Уотервилле и не владела английским языком. У Митчелла были братья Пол, Джон и Робби и сестра Барбара.
Митчелл в детстве прислуживал в маронитской католической церкви в Уотервиле. Он хорошо учился в государственных средних школах, но его затмевали своими спортивными успехами трое братьев, игравших в баскетбол и бейсбол. Окончив школу в Уотервилле, Митчелл захотел стать школьным учителем и поступил в Боудин-колледж в Брансуике, штат Мэн, был защитником в баскетбольной команде. В 1954 году Митчелл окончил колледж, получив степень бакалавра по истории Европы, и был призван в армию. Он два года служил лейтенантом в подразделении контрразведки США в Западном Берлине. После этого поступил в юридический центр Джорджтаунского университета. В 1960 году Митчеллу предложили работу в Центральном разведывательном управлении США (ЦРУ), однако он отказался уходить из университета.
После окончания университета в 1960 году со степенью бакалавра права (LL.B.) Митчелл получил разрешение на адвокатскую практику, но долго не смог устроиться на работу в юридическую фирму. С 1960 по 1962 год он работал адвокатом в антимонопольном отделении министерства юстиции США, с 1962 по 1965 год был помощником сенатора от Демократической партии США Эдмунда Маски, а позже эпизодически участвовал в его кампаниях по перевыборам в Сенат.
В 1964—1977 годах Митчелл занимался юридической практикой в Портленде, штат Мэн, в фирме Sheriff & Baird (позже переименованной в Jensen, Baird, Gardner, Donovan & Henry). В 1971 году Митчелл занимал пост помощника прокурора в графстве Камберленд, штат Мэн, а в 1974 году участвовал в выборах на пост губернатора этого штата, но проиграл их.
После ухода из юридической фирмы в 1977—1979 годах Митчелл был федеральным прокурором штата Мэн, а в 1979 году был назначен президентом США Джимми Картером (Jimmy Carter) федеральным судьей штата.
В 1980 году сенатор Маски был назначен государственным секретарем США, и указом губернатора штата Мэн на его место в Сенате США был назначен Митчелл. Поначалу эксперты заявляли, что Митчелл не будет переизбран, однако впоследствии он с большим преимуществом побеждал кандидатов-республиканцев на перевыборах в Сенат в 1982 и 1988 годах.
Митчелл быстро занял ведущую роль среди демократов-сенаторов и с 1989 по 1995 год был лидером демократического большинства в Сенате, опередив основных фаворитов-претендентов на этот пост — Даниэла Иноуи и Беннетта Джонстона (Bennett Johnston). Оценки политической позиции Митчелла были разными: одни эксперты называли его либералом, другие — центристом. На посту лидера демократического большинства Митчелл курировал принятие многочисленных природоохранных законов, а также работал над вопросами здравоохранения, участвовал в разработке Клинтоновского плана по здравоохранению, который позже был отклонён Сенатом, а также актов о детском здравоохранении и защите инвалидов. Митчелл выступал за создание Всемирной торговой организации (ВТО) и вступление США в Североамериканскую зону свободной торговли (NAFTA).
В 1994 году президент США Билл Клинтон предложил Митчеллу стать членом Верховного суда США, однако тот отказался, желая закончить работу над рядом законопроектов. Кроме того, он решил не участвовать в перевыборах в Сенат, который состоялись в том же году, и покинул его в 1995 году. Впоследствии Митчелл объяснил причину своего ухода: ещё в 1982 году он решил, что не хочет оставаться в Сенате более чем на два срока. Преемником Митчелла на посту лидера демократов в Сенате стал Том Дэшл. В 1995 году Митчелл возобновил юридическую практику и возглавил фирму Verner, Liipfert, McPherson and Hand, которая лоббировала интересы табачных компаний, за что впоследствии подвергался критике. Также в 1995 году он стал специальным советником президента Клинтона и государственного секретаря Уоррена Кристофера по вопросам торгового сотрудничества с Ирландией. Однако на фоне осложнения политической ситуации в Северной Ирландии на этом посту Митчелл занимался разрешением вооруженного конфликта между террористическими крыльями Ирландской республиканской армии (IRA) и правительством Великобритании, сумев добиться заключения Белфастского соглашения о прекращении огня. За его вклад в урегулирование конфликта в 1998 году Митчелл был удостоен почётного рыцарского ордена Британской империи и был номинирован на Нобелевскую премию мира 2000 года.
В 2000—2001 годах Митчелл был председателем международного комитета по разрешению кризиса на Ближнем Востоке. Эксперты отмечали роль Митчелла в окончании радикальной фазы второй интифады: для достижения перемирия он призвал Израиль убрать существующие поселения с западного берега реки Иордан, а арабов — прекратить боевые действия. В 2000 году Митчелл стал советником компании ZeniMax Media.
В 2006 году Митчелл по приглашению комиссионера Главной лиги бейсбола (MLB) Бада Селига (Bud Selig) возглавил комиссию по расследованию использования допинга игроками MLB. Доклад, опубликованный его комиссией в декабре 2007 года, показал, что стероиды и другие допинговые препараты употребляли как минимум 89 игроков MLB, в том числе такие звезды как Барри Бондс и Роджер Клеменс. Год спустя после этого доклада, по словам Митчелла, ситуация с допингом в MLB значительно улучшилась.
22 января 2009 года Митчелл был назначен президентом США Бараком Обамой специальным представителем США на Ближнем Востоке. Это решение было принято на фоне широкомасштабной операции «Литой свинец», предпринятой Израилем для уничтожения военной инфраструктуры ХАМАСа в секторе Газа. Аналитики приветствовали это назначение, отмечая опыт Митчелла в миротворческих процессах. Ранее Митчелл высказывался о миротворческой деятельности следующим образом: «Я убежден в том, что не бывает неразрешимых конфликтов. Конфликты разжигаются и ведутся людьми, поэтому людям же по силам положить им конец».
Пресса писала о том, что в 2007 году у Митчелла был выявлен рак простаты.
В мае 2011 года стало известно, что Митчелл принял решение уйти в отставку. Сообщалось, что, по данным представителей американской администрации, уход политика с должности был вызван «личными причинами».
После ухода из Сената США Митчелл занимал ряд корпоративных должностей. В 1995 году он вошёл в совет директоров медиа-конгломерата The Walt Disney Company. В 2003—2004 годах Митчелл участвовал в корпоративном споре об управлении компанией, и в июне 2004 года после отставки Майкла Айснера (Michael Eisner) смог возглавить её совет директоров, занимал эту должность до июля 2006 года. В 2003—2009 годах Митчелл был членом совета директоров юридической компании DLA Piper. Также он входил в советы директоров компаний FedEx, Xerox, Staples, Starwood Hotels and Resorts Worldwide, был председателем Национальной комиссии по здравоохранению и возглавлял комитет по этике Олимпийского комитета США.
В марте 1999 года Митчелл был награждён Президентской медалью свободы, высшей гражданской наградой США. Также он является лауреатом премии мира ЮНЕСКО. Митчелл стал автором нескольких трудов по внешней политике, в их числе «Men of Zeal: A Candid Inside Story of the Iran-Contra Hearings» (в соавторстве с Вильямом Коэном, William S. Cohen, издана в 1988 году), «Not for America Alone: The Triumph of Democracy and the Fall of Communism» (издана в 1997 году) и «Making Peace» (издана в 1999 году).
Митчелл является почётным руководителем Королевского университета в Белфасте, имеет почётные степени более сорока университетов мира.
Митчелл был дважды женат. Со своей первой супругой, Салли Хит (Sally Heath) он развёлся в 1987 году после 28 лет совместной жизни. От этого брака у него есть дочь Андреа (Andrea). В 1994 году он женился во второй раз — на теннисном менеджере Хизер Маклахлан (Heather MacLachlan), причём этому не помешала разница в возрасте: Митчеллу было 60 лет, а его невесте — 35. От этого брака у него есть сын Эндрю (Andrew) и дочь Клэр (Clair).
Митчелл проживает в Нью-Йорке, кроме того у него есть летний дом на берегу Атлантического океана в штате Мэн. Митчелл является фанатом бейсбола, с 2002 года входил в совет директоров команды «Бостон Ред Сокс», в 1990-е годы его называли вероятным претендентом на пост главы MLB. Кроме того, ранее пресса упоминала об увлечении Митчелла теннисом и походами.